# 女無宿人 半身のお紺
『女無宿人　半身のお紺（おんなむしゅくにん　はんみのおこん）』は、笹沢左保の小説シリーズ。またそれを原作としてテレビ東京で製作され1991年1月6日から3月31日にかけて毎週日曜21時から放送されたテレビ時代劇。全13話。原作は笹沢左保の時代小説、主演はかたせ梨乃。

## 概略
幼い頃に両親が無理心中を図り放火したとして獄門台送りになって以来、養父・徳田九兵衛に育てられたお紺。男を嫌い20歳の頃まで生娘のまま過ごしたが、ある日、流れ者の善十と知り合い恋仲となる。体を求める善十に対しお紺は2人の愛の証として、2人の体を合わせると1つの図柄になる登り龍の刺青を彫る事を提案し、完成した夜に初めて善十に抱かれる。その後、善十は小金欲しさに九兵衛を殺害し江戸を離れ逃亡する。九兵衛は死の間際にお紺に両親の死の真相を伝え、善十の事を忘れろと伝え事切れた。しかし、善十を愛し、彼が養父を殺害したとは信じられないお紺は、真相を確認すべく、江戸を離れ無宿人となった。これは、無宿人となったお紺が、善十を捜し求めて諸国を旅して回る股旅物時代劇である。

## スタッフ
- 原作：笹沢左保『女無宿人・半身のお紺』
- 監督：放送リスト参照
- 脚本：放送リスト参照
- 音楽：大野克夫
- 殺陣：高倉英二、中瀬博文
- 制作者：遠藤慎介(テレビ東京)、五十嵐通夫
- チーフプロデューサー：江津兵太(テレビ東京)、本間信行
- プロデューサー：小川治(テレビ東京)、藤田知久
- 製作：テレビ東京、C.A.L

## 主な配役
- お紺：かたせ梨乃
- 善十：本田博太郎
- 徳田九兵衛：下川辰平
- 平手造酒：萩原流行
- ナレーター：久米明

## 放送リスト
| 放送日        | 話数   | サブタイトル         | 脚本     | 監督     |
| ------------- | ------ | -------------------- | -------- | -------- |
| 1991年 1月6日 | 第1話  | 想い涸れましょうや   | 中村勝行 | 山本邦彦 |
| 1月13日       | 第2話  | 心遣いは無用にて候   | 中村勝行 | 山本邦彦 |
| 1月20日       | 第3話  | お紺まいります       | 伊勢間照 | 藤由紀夫 |
| 1月27日       | 第4話  | この涙お笑い下さい   | 高崎雅明 | 藤由紀夫 |
| 2月3日        | 第5話  | 束の間の夢にて候     | 伊勢間照 | 帯盛迪彦 |
| 2月10日       | 第6話  | 天罰でしょう         | 上岡一美 | 帯盛迪彦 |
| 2月17日       | 第7話  | 龍は昇天いたし候     | 伊勢間照 | 安室修   |
| 2月24日       | 第8話  | 醒めてうずきます     | 高崎雅明 | 安室修   |
| 3月3日        | 第9話  | さだめが憎い         | 高崎雅明 | 是沢邦男 |
| 3月10日       | 第10話 | 紅が眼にしみます     | 中村勝行 | 帯盛迪彦 |
| 3月17日       | 第11話 | 吹雪は去りました     | 高崎雅明 | 帯盛迪彦 |
| 3月24日       | 第12話 | 鈴も一緒に棄てました | 中村勝行 | 帯盛迪彦 |
| 3月31日       | 最終話 | 果てしなき旅にて候   | 中村勝行 | 帯盛迪彦 |

## 前後番組
| テレビ東京 日曜21時台           | テレビ東京 日曜21時台 | テレビ東京 日曜21時台 |
| 前番組                          | 番組名                | 次番組                |
| ------------------------------- | --------------------- | --------------------- |
| 月影兵庫あばれ旅（第2シリーズ） | 女無宿人 半身のお紺   | 幕府お耳役檜十三郎    |